# Ben Doak
Ben Gannon Doak, född den 11 november 2005 i Dalry, North Ayrshire, är en skotsk fotbollsspelare.

## Karriär
Ben Doak inledde sin seniorkarriär i Celtic FC år 2021. 2022 värvades han av Liverpool varifrån han 2024 lånades ut till Middlesbrough. Han har även representerat det skotska landslaget där han debuterade år 2024.